# Кайсака
Кайсака (Bothrops atrox) — отруйна змія з роду Ботропс родини Гадюкові. Інші назви «лабарія», «звичайна списоголова змія».

## Опис
Загальна довжина досягає 1,8—2,5 м. Голова широка, товста, на морді є виріст на кшталт списа. Тулуб щільний, стрункий. В ямках між ніздрями та очима знаходяться терморецептори, які можуть уловлювати відмінності в температурі, менші ніж 0,2°С. Забарвлення сіре або коричневе з чіткими великими ромбами на спині, облямованими чорною смугою. Підборіддя яскраво-жовтого колір, за що її часто називають «жовта борода». На голові є темна смуга, яка тягнеться від очей до кутів щелеп.

## Спосіб життя
Полюбляє дощові ліси, відкриті місцевості, оброблювані землі уздовж берегів річок, струмків, кавові та бананові плантації. Усе життя проводить на землі. Активна вночі. Харчується дрібними ссавцями, птахами, іноді ящірками та зміями. Молоді особини живляться ящірками та безхребетними.
Це живородна змія. Запліднена самиця перебуває серед чагарників і , постійно переповзає з сонця в затінок і назад, щоб забезпечити постійну температуру, необхідну для успішного розвитку зародків. Через 3—4 місяці самиця народжує від 30 до 70 живих дитинчат. Після пологів мати не піклується про змієнят. Новонароджені змійки є дуже активними і здатні вкусити, викликавши отруєння.

## Отрута
Зазвичай кайсака прагне уникнути зіткнення з людьми, проте, якщо вона відчуває загрозу з їхнього боку, то, захищаючись, миттєво їх атакує. 
Це одна з найнебезпечніших змій Америки. Отруйні залози у середньому містять 150 мг отрути (максимум 310 мг). Смертельна доза для людини становить всього 50 мг. Отрута швидкодіюча. Людина може померти від укусу цієї змії протягом декількох хвилин. Основні симптоми отруєння — внутрішні крововиливи, посиніння й набрякання вкушеної кінцівки, що потім охоплюють все тіло. Смертність настає у 10—15% випадків. Одного разу від укусу кайсаки загинули відразу двоє людей. Працівника^плантації змія вкусила в ногу. Його дружина спробувала промити рану. Через подряпини на руках жінки отрута змії потрапила в її організм.
Отруту використовують у медицині, при першому взятті кайсака дає по 50 - 100 мг отрути (у сухому вигляді).

## Розповсюдження
Мешкає у Гаяні, Венесуелі, Бразилії, Колумбії, Еквадорі, Перу, Болівії й північній Аргентині, а також на о.Тринідад.